# 딕 코코스
리처드 제롬 코코스(영어: Richard Jerome Kokos, 출생 당시 성은 코코스카(영어: Kokoszka), 1928년 2월 28일~1986년 4월 9일)는 미국의 프로 야구 선수로, 포지션은 외야수였다. 1948년부터 1950년까지, 1953년부터 1954년까지 메이저 리그 베이스볼(MLB)의 세인트루이스 브라운스/볼티모어 오리올스에서 뛰었다. 메이저 리그 통산 5시즌 동안 475경기에 출전해 1558타수 410안타로 타율 .263, 239득점, 59홈런, 223타점, 출루율 .365, 장타율 .441를 기록했다. 원래 클리블랜드 인디언스의 유망주였으나, 1947년 11월 20일에 2만 5천 달러, 조 프레이저, 브라이언 스티븐스와 함께 세인트루이스 브라운스로 트레이드되었고, 반대 급부로 월트 주드니치와 밥 먼크리프가 클리블랜드로 이적했다.